# Alexander Kevitz
Alexander „Alex“ Kevitz (* 1. September 1902 in Brooklyn; † 24. Oktober 1981 in Manhattan) war ein US-amerikanischer Schachspieler.

## Leben
Kevitz studierte an der Cornell University, wo er 1921 Schatzmeister des dortigen Schachklubs war, sowie am Brooklyn College. Er erreichte Abschlüsse in Pharmazie und Rechtswissenschaften. 1924 spielte er in New York bei Simultanvorstellungen gegen Alexander Aljechin und José Raúl Capablanca. Während er gegen Aljechin verlor, brachte er Capablanca in einer Orang-Utan-Eröffnung eine Niederlage in nur 13 Zügen bei. Kevitz war als Zuschauer beim internationalen Turnier New York 1924 anwesend und wurde dort nach eigener Aussage durch die Eröffnungsideen von Richard Réti stark in seiner schachlichen Entwicklung beeinflusst. Er schloss sich dem Manhattan Chess Club an, dessen Klubmeisterschaft er 1927, 1928–29 und 1935–36 gewann, und spielte für Manhattan in der Metropolitan Chess League. 1928 gelang ihm in einer Simultanvorstellung ein Sieg gegen Emanuel Lasker.
1929 nahm er an einem Meisterturnier in Bradley Beach teil und belegte dort mit vier Punkten aus neun Partien den 7. Platz. Durch seinen Sieg in der Partie gegen den amtierenden Landesmeister Frank Marshall gelang ihm ein Achtungserfolg. 1931 nahm er an einem Meisterturnier in New York teil und kam dort mit 7 Punkten aus 11 Partien auf den dritten Platz. In der Partie gegen den Turniersieger Capablanca stand er nach guter Behandlung der Réti-Eröffnung besser, verlor die Partie letztlich aber noch. Im März 1935 gelang ihm in der Metropolitan League abermals ein Sieg gegen Marshall. Für die USA-Meisterschaft in New York 1936 erhielt Kevitz aufgrund seiner Erfolge einen Freiplatz und musste daher nicht an den Qualifikationen teilnehmen. Mit 7,5 Punkten aus 15 Partien belegte er bei dem Turnier, das vom 25. April bis zum 16. Mai stattfand, Platz 8. Dieses Ergebnis sah er als Misserfolg an, zog sich für fast zehn Jahre vom Turnierschach zurück und arbeitete in seinem Beruf als Apotheker.
Im September 1946 gelang ihm beim Vergleichskampf USA – UdSSR in Moskau ein Comeback, indem er Igor Bondarewski mit 1,5-0,5 besiegte. Im Juni 1951 versuchte er sich erneut für die Landesmeisterschaft der USA zu qualifizieren, scheiterte aber beim Ausscheidungsturnier in New York, bei dem 24 Spieler teilnahmen. 1953 kam er beim US Open in Milwaukee auf den geteilten 13. Platz. In weiteren Vergleichskämpfen gegen die UdSSR verlor er 1954 eine Partie gegen Paul Keres und 1955 zwei Partien gegen Alexander Kotow. Er nahm noch mehrmals an den Meisterschaften des Manhattan Chess Club teil und förderte aufstrebende Talente wie Arthur Bisguier, der ihn als seinen Mentor bezeichnete. Außerdem spielte er Fernschach, um Eröffnungsvarianten auszuprobieren. Dabei verwendete er das Pseudonym Palmer Phar, abgeleitet von seiner Arbeitsstätte Palmer Pharmacy. 1966 wurde er pensioniert und trat nur noch selten in Erscheinung: 1971 spielte er im Manhattan Chess Club eine Blitzpartie gegen Bobby Fischer, die er in 27 Zügen verlor, 1972 nahm er am US Open teil, konnte sich aber nicht im Vorderfeld platzieren.
Er starb im Alter von 79 Jahren im Cabrini Medical Center in Manhattan. Er hinterließ seine Ehefrau Helen, mit der er zwei Kinder hatte, einen Sohn und eine Tochter.

## Spielstärke
Seine beste historische Elo-Zahl war 2578 im September 1931, damit lag er auf Platz 30 der Weltrangliste. In der ersten von der United States Chess Federation publizierten Elo-Rangliste vom 31. Juli 1950 lag Kevitz mit einem Rating von 2610 auf Platz 3 hinter Reuben Fine und Samuel Reshevsky. In späteren Listen wurde er jedoch nicht mehr geführt, da er zu dieser Zeit nicht aktiv war.
Fred Reinfeld charakterisierte ihn 1936 in der Zeitschrift Chess als exzellenten Strategen, der über ein ausgefeiltes Eröffnungsrepertoire verfügt und besonders mit Weiß sehr stark spielt.

## Partiebeispiel
|   | a | b | c | d | e | f | g | h |   |
| 8 |   |   |   |   |   |   |   |   | 8 |
| 7 |   |   |   |   |   |   |   |   | 7 |
| 6 |   |   |   |   |   |   |   |   | 6 |
| 5 |   |   |   |   |   |   |   |   | 5 |
| 4 |   |   |   |   |   |   |   |   | 4 |
| 3 |   |   |   |   |   |   |   |   | 3 |
| 2 |   |   |   |   |   |   |   |   | 2 |
| 1 |   |   |   |   |   |   |   |   | 1 |
|   | a | b | c | d | e | f | g | h |   |

Hier die oben erwähnte siegreiche Simultanpartie mit den schwarzen Steinen gegen den kubanischen Schachweltmeister Capablanca.
Capablanca–Kevitz 0:1
New York, 7. März 1924
Sokolski-Eröffnung, A00
1. b4 d5 2. Lb2 Lf5 3. e3 e6 4. f4 Sf6 5. Sf3 Lxb4 6. Sc3 Sbd7 7. Se2 Sg4 8. c3 Le7 9. h3 Sc5 10. Sg3 Lh4 11. Sxh4 Dxh4 12. Df3 Sxe3 13. Df2 Sxf1 0:1

## Beiträge zur Schachtheorie
Kevitz galt als guter Analytiker. Zu seinen bevorzugten Systemen zählte die Englische Eröffnung, in der die Variante 1. c4 Sf6 2. Sc3 e6 3. e4 Sc6 nach ihm benannt wurde. In der Englischen Symmetrievariante beschäftigte er sich auch mit dem Gambit 1. c4 c5 2. Sf3 Sf6 3. d4 cxd4 4. Sxd4 e5 5. Sb5 d5.
In den 1940er Jahren empfahl er gegen den Marshall-Angriff die Variante 1. e4 e5 2. Sf3 Sc6 3. Lb5 a6 4. La4 Sf6 5. 0–0 Le7 6. Te1 b5 7. Lb3 0–0 8. c3 d5 9. exd5 Sxd5 10. Sxe5 Sxe5 11. Txe5 c6 12. Lxd5 cxd5 13. d4 Ld6 14. Te3. Die Idee ist, dass auf 14. … Dh4 der Zug 15. h3 folgen kann und der Turm auf der dritten Reihe eine nützliche Verteidigungsfigur ist.
Mit Schwarz bevorzugte Kevitz sowohl gegen 1. e4 als auch gegen 1. d4 den Zug 1. … Sc6. In der Nimzowitsch-Verteidigung spielte er die Variante 1. e4 Sc6 2. d4 e5, unter anderem gegen Keres 1954. Nach 1. d4 Sc6 bzw. 1. d4 Sf6 2. c4 Sc6 entsteht eine eigenständige Eröffnung, die in den USA ursprünglich Kevitz-Traikovich Defense genannt wurde. Da sich auch der mexikanische Großmeister Carlos Torre Repetto mit diesem System beschäftigte, wird es im deutschen Sprachraum überwiegend als Mexikanische Verteidigung bezeichnet.